# Глинка, Иван
Ива́н Гли́нка (чеш. Ivan Hlinka; 26 января 1950, Мост, Северочешский край — 16 августа 2004, Карловы Вары) — чехословацкий хоккеист, чехословацкий и чешский хоккейный тренер. Трёхкратный чемпион мира как игрок, олимпийский чемпион 1998 года и чемпион мира 1999 года как тренер. Один из первых чехословацких хоккеистов в НХЛ («Ванкувер Кэнакс» в сезоне 1981/82). Член Зала славы ИИХФ с 2002 года.

## Игровая карьера
Вырос в спортивной семье. Его отец, спортсмен-любитель, хорошо играл в футбол и хоккей. С 16 лет Иван выступал за хоккейный клуб Литвинова, где он проживал с детства. В 20 лет он стал капитаном клуба, к этому моменту уже начав выступления за национальную сборную Чехословакии. Хотя его клуб долго не попадал в призёры чемпионата страны, в составе сборной Глинка добился значительных успехов, с 1970 по 1979 год постоянно попадая в число призёров мировых и европейских первенств и Олимпийских игр, а также Кубка Канады 1976 года. Трижды за это время он был в числе тех, кто приводил сборную Чехословакии к чемпионскому званию, в том числе в 1972 году на своей площадке, в Праге.
В 1978 году Глинке удалось, наконец, стать с родным клубом и призёром чемпионата Чехословакии. Сам Глинка в этом сезоне получил «Золотую клюшку» — приз лучшему игроку национального первенства. Вскоре после этого, в 1981 году, он и его товарищ по команде Иржи Бубла первыми из чехословацких хоккеистов подписали с разрешения Чехословацкого хоккейного союза контракт с клубом НХЛ, отправившись за океан выступать за «Ванкувер Кэнакс». В первом же сезоне они дошли с командой до финала Кубка Стэнли. Но если Бубла провёл за ванкуверский клуб все четыре оговоренных в контракте года, то Глинка из-за проблем со спиной через два сезона вернулся в Европу, где отыграл следующие два года в более щадящем режиме в швейцарском «Цуге». После этого он принял решение о завершении игровой карьеры и переходе на тренерскую скамью.

### Статистика выступлений
- Чемпионат Чехословакии: 522 матча, 342 гола
- НХЛ (регулярный сезон): 137 матчей, 42 гола
- Кубок Стэнли: 16 матчей, 3 гола
- Чемпионат Швейцарии: 80 матчей, 76 голов
- Чемпионаты мира и Европы, Олимпийские игры, Кубок Канады: 110 матчей, 52 гола

## Тренерская карьера
Первые годы в качестве тренера Глинка провёл в родном «Литвинове». Во второй сезон, когда его клуб занимал последнюю строчку в турнирной таблице, Глинка в 36 лет снова вышел на лёд в качестве игрока, после чего команда в восьми играх одержала шесть побед, не потерпев ни одного поражения. Однако после этого сезона «Литвинов» с тренером расстался. Проведя часть сезона 1989/90 года в западногерманском «Фрайбурге», Глинка на некоторое время вернулся в «Литвинов», а в 1991 году возглавил сборную Чехословакии.
За 1992 и 1993 год Глинка три раза (на Олимпиаде в Альбервиле и дважды на чемпионатах мира) приводил чехословаков к бронзовым медалям. Олимпиаду в Лиллехаммере и чемпионат мира 1994 года команда, теперь уже составленная только из чешских игроков, провалила, и Глинке пришлось уйти. Возвращение состоялось в 1997 году, и за следующие три года Глинка выиграл со сборной и Олимпиаду в Нагано, и чемпионат мира в Норвегии.
В феврале 2000 года владелец клуба НХЛ «Питтсбург Пингвинз» Марио Лемьё пригласил Глинку занять место помощника тренера команды. Перед следующим сезоном Глинка стал главным тренером «Питтсбурга» — самой «европейской» по составу команды НХЛ. Он стал одним из двух первых европейских главных тренеров в НХЛ вместе с финном Алпо Сухоненом, возглавившим «Чикаго Блэкхокс». «Питтсбург» достаточно невыразительно провёл основной сезон, но отлично выступил в Кубке Стэнли, последовательно победив две команды, закончивших год впереди него, и оступился только в финале конференции. За год Глинка, однако, так и не сумел улучшить свой английский, что решило бы проблему его общения с игроками, и уже в начале следующего года после четырёх поражений подряд он был уволен.
В 2002 году Глинка возглавил омский «Авангард». В интервью он рассказывал, что его дед побывал в Омске в 1918 году в составе Чехословацкого легиона, так что этот российский город для него не совсем чужой. В том сезоне клуб занял, как и годом ранее, итоговое четвёртое место. В мае 2003 года стало известно, что контракт продлён не будет.
Одновременно Глинка выполнял функции генерального менеджера чешской сборной, а летом 2004 года снова возглавил её как тренер, чтобы подготовить к играм Кубка мира. Однако ему не довелось поучаствовать в этом турнире: 16 августа того же года недалеко от Карловых Вар в его машину врезался грузовик. Глинка скончался в больнице через три часа после аварии.
В память об Иване Глинке назван проводимый в Чехии турнир юношеских (до 18 лет) хоккейных команд. В его честь также назван спортивный комплекс в Литвинове. В 2002 году его имя было включено в списки Зала славы ИИХФ.